# Hrvatski narodni preporod u Bosni i Hercegovini
Hrvatski narodni preporod u Bosni i Hercegovini naziv je za nacionalno-politički i kulturni pokret koji se u drugoj polovici 19. stoljeća, pod utjecajem narodnog preporoda u Hrvatskoj i Ilirskog pokreta razvio na području Bosne i Hercegovine. 

## Značenje
Pod pojmom narodni preporod nije shvaćeno "preporađanje" ili "buđenje" već postojeće, ali "usnule" nacije, već on izražava fazu u kojoj cjelokupno društvo još nije obuhvaćeno nacionalnom ideologijom i u kojoj se u procesu nacionalne integracije uključuje uska jezgra sastavljena od pripadnika viših društvenih slojeva. Preporodni pokret ima za cilj stvoriti uvjete za uspješno dovršenje te faze nacionalne integracije.
Preporodna faza nije obuhvatila istodobno sve hrvatske zemlje zbog njihovog različitog povijesnog razvitka. Hrvatski narodni preporod u pojedinim pokrajinama pojavljuje se u uzastopnom slijedu. Pod pojmom integracija hrvatske nacije razumijevamo složeni proces preobrazbe tradicionalne hrvatske etničke zajednice, odnosno srednjovjekovnoga hrvatskog naroda u modernu naciju 19. i 20. stoljeća.

## Pretpreporodno razdoblje
Hrvatski narod u Bosni i Hercegovini razvio se iz dijelova hrvatskih plemena i rodova koji su naseljavali područja zapadne, jugozapadne i središnje Bosne, odnosno prostore između rijeka Une, Save i donjeg toka Drine, a na drugoj strani prostor oko rijeke Neretve, područja zapadne, južne i sjeverne Hercegovine. Hrvatska etnička zajednica oblikovala se u poseban narod, u feudalnom smislu, pod utjecajem katoličanstva, vezanosti uz Bosnu i Hercegovinu kao domovinu, te posebnog položaja u sustavu osmanske vladavine. 
Tijekom turske vladavine pogoršava se položaj katolika u BiH praćen uzastopnim iseljavanjima od 15. do 19. stoljeća. Bosanski franjevci su cijelo to vrijeme uspjeli odoljeti Osmanlijama, zajedno s jezgrom hrvatskog naroda. Na kulturnom polju franjevci su njegovali izvornu narodnu pismenost, a s pojavom Matije Divkovića počinje razdoblje pravog književnog stvaralaštva. Njegovo djelo "Nauk krstjanski za narod slovinski" pisano je bosančicom, štokavskim narječjem i ijekavsko-ikavskim izgovorom. Tako će i književnost biti zalogom očuvanja i razvitka narodne svijesti u Hrvata na tim prostorima. Hrvati Bosne i Hercegovine, unatoč pritiscima i egzodusima, uspjeli su se egzistencijalno, duhovno, kulturno i narodnosno očuvati i pripremiti za punu nacionalnu emancipaciju i integraciju u 19. stoljeću.
Hrvatski narodni preporod u Bosni i Hercegovini je imao tri faze u svom razvoju:
1. pripremna faza
2. preporodni pokret
3. završna faza

## Pripremna faza preporoda
Devetnaesto stoljeće u Bosni i Hercegovini poznato je po buđenju nacionalne svijesti i formiranju nacionalnih zajednica u njihovim osobitostima. Pojavljuje se veliko zanimanje za narodnu prošlost, narodni život i narodne običaje. Sakupljaju se, njeguju, prerađuju pa čak i imitiraju narodne umotvorine. Pod jakim utjecajem hrvatskoga narodnog preporoda sa središtem u Zagrebu našlo se hrvatsko kulturno biće i u Bosni i Hercegovini, čije su vođe studirali u Zagrebu, surađivali kao sudionici ilirizma i imali živ i redovit dodir s Ljudevitom Gajem, čelnikom hrvatskoga narodnog preporoda. Oni će nakon povratka u Bosnu i Hercegovinu širiti ideje hrvatskog narodnog preporoda, veličati hrvatsku nacionalnu ideju, ali i ideju suživota s drugim slavenskim narodima. Tako će i osnovne značajke kulturnih udruga, a i književnoga stvaralaštva, biti u veličanju nacionalnih osobitosti, afirmaciji narodnoga stvaralaštva, nacionalne prošlosti, a sve u smislu ljudske i nacionalne slobode.
Najpoznatiji pokretači i nositelji hrvatskog narodnog preporoda u Bosni i Hercegovini koji su djelovali pod izravnim utjecajem Gaja i ostalih iliraca i koji su surađivali u Novinama horvatskim, slavonskim i dalmatinskim, kao i u njihovu kulturnom prilogu Danici, bili su Ivan Franjo Jukić, Grgo Martić, Martin Nedić i Marijan Šunjić. S druge strane, Gaj i njegovi suradnici živo se zanimaju za Bosnu i Hercegovinu, potiču suradnike u BiH i na idejnom i na kulturno-stvaralačkom polju. Napose su podupirali otpor protiv turske vlasti, što se posebice vidi u književnom stvaralaštvu hrvatskih preporoditelja u Bosni i Hercegovini. U dva navrata, 1840. i 1848. godine, na poticaj Ivana Frane Jukića trebalo je osnovati književno društvo pod imenom "Kolo bosansko", ali kako su turske vlasti zabranjivale takvu ideju, a ni među franjevačkim vodstvom nije bilo jedinstva, ta nakana nije ostvarena.
Naime, "Kolo bosansko" trebalo je imati ulogu koju je Matica ilirska imala u Zagrebu. Bilo je i nekoliko pokušaja pokretanja glasila pod nazivom "Bosanska pčela" te "Svetogled bosanski", ali ni te ideje nisu ostvarene. Tek 1850. godine Ivan Franjo Jukić počinje izdavati časopis "Bosanski prijatelj", prvi književni časopis u Bosni i Hercegovini, utemeljen na programu ilirskog pokreta. Izašla su tri broja, prvi 1850., drugi 1852. godine, a treći poslije niza nevolja glavnog urednika Jukića, i to nakon njegove smrti, tek 1861. godine. Svi brojevi časopisa izlaze u Zagrebu. Časopis donosi članke iz povijesti, diplomatike, književnog života, narodne književnosti, niz ljekarničkih i liječničkih savjeta, odlomke znamenitih ljetopisa, biografija, putopisa i sl. Uz Ivana Franju Jukića, Grgu Martića i Marijana Šunjića u časopisu su surađivali i mnogi drugi suradnici.
Posebno teško stanje za katolički narod bilo je u Hercegovini jer ondje nije bilo sakralnih objekata, pa se svećenička služba obavljala iz susjednih samostana u Dalmaciji i Bosni. Tijekom 19. stoljeća samostan u Kreševu postaje središte iz kojega je obavljano bogoslužje Hercegovine. Zbog udaljenosti (tri dana hoda) među franjevcima, koji su rodom iz Hercegovine, sazrijeva ideja da se samostan i crkva grade u Hercegovini. Za ostvarenje te ideje trebalo je dobiti dekret od Kongregacije za širenje vjere, suglasnost Ali-paše Rizvanbegovića i carev ferman te odabrati mjesto za gradnju crkve i samostana. Nakon nekoliko godina upornog traženja franjevci su dobili tražena dopuštenja i odvojili se od subraće u Bosni.
Gradnjom crkve i samostana na Širokom Brijegu i osnivanjem Kustodije godine 1852. te Provincije 1892. izgradila se franjevačka crkvena organizacija u Hercegovini. Grade se samostani na Humcu i u Mostaru, a otvaranjem škola: u Vukodolu kod Mostara 1852., Gorici 1853., Veljacima 1860., Humcu 1866., Širokom Brijegu i Tomislavgradu 1866., Gradinićima i Posušju 1867. te katolikih učionica u Gabeli, Humcu, Širokom Brijegu i Konjicu, otpočeo je kulturni preporod u Hercegovini. Zahvaljujući osnutku prve hrvatske tiskare ("Tipografija katoličkog poslanstva u Hercegovini") u Bosni i Hercegovine, godine 1872. u Mostaru, koju je vodio Franjo Miličević, taj je proces još ubrzaniji. Tiskara je imala veliku ulogu u prosvjećivanju hrvatskog naroda i razvijanju hrvatske narodne svijesti. U razdoblju od tridesetak godina objavljeno je oko 600 knjiga pa je Mostar krajem 19. i početkom 20. stoljeća postao jače kulturno središte od većine gradova na Balkanu.

## Preporodni pokret
Nakon ustanka 1875. – 1878. u Hercegovini i Bosni protiv turske uprave velike sile na Berlinskom kongresu 1878. godine daju mandat Austro-Ugarskoj da aneksira Bosnu i Hercegovinu. Položaj katolika se promijenio nakon dolaska Monarhije. Nova vlast nastoji modernizirati zemlju te razviti gospodarstvo i iskoristiti prirodna bogatstva zemlje.
Uz franjevce u preporodna gibanja uključuje se i hrvatsko građanstvo. Osniva se niz organizacija i društava koja ističu nacionalnu hrvatsku pripadnost u svom nazivu, a preko njih hrvatsko ime prodire u hrvatski narod koji postaje svjestan svoje nacionalne pripadnosti. Hrvatska društva iz ovog perioda: Hrvoje u Mostaru, Slavuj u Trebinju, Trebižat u Ljubuškom, Dinara u Livnu, Trebević u Sarajevu, Majevica u Tuzli, Nada u Banjoj Luci... žarišta su hrvatskog narodnog preporoda u Bosni i Hercegovini. Uz društva se osnivaju čitaonice i knjižnice, u kojima se čitaju knjige, novine i kalendari, a održavaju se i tečajevi opismenjavanja.
Valja posebno istaknuti značenje prvih hrvatskih novina na tlu Bosne i Hercegovine što ih je pokrenuo i uređivao Franjo Miličević sa svojim suradnicima, a to su: "Hercegovački bosiljak" (1883.), "Novi hercegovački bosiljak" (1884.), "Glas Hercegovca" (1885.). U ljeto 1898. godine na idejnim temeljima Franje Miličevića, koji mu je bio stric i u duhu pravaške orijentacije, Ivan Aziz Miličević i njegovi suradnici u Mostaru pokreću "Osvit" (1898.), koji izlazi do 1907. godine.
Uz gorostasnu Kranjčevićevu pjesničku figuru te široku i intenzivnu književno-kulturnu poduzetnost Ivana Miličevića i Osmana Nuri Hadžića (Osman-Aziz), u Osvitu se pojavljuju književnici kao što su Tugomir Alaupović, Ivan Klarić, Jagoda Truhelka, Eugenija Šah Knopharo, Mirko Jurkić, Eugen Matić, Safvet-beg Bašagić, Musa Ćazim Ćatić i još neki koji će, uz sve nevolje što ih je nametala društveno-političko stanje u njihovoj zemlji, na smjeni stoljeća pokazati uklopljenost hrvatske književne riječi iz BiH u europska književna strujanja. 
Ova su mostarska glasila pronosila pravašku orijentaciju za razliku od ilirske - preporodne ideje u Zagrebu i u Sarajevu. Za temeljnu odrednica svojih programa, časopisi su uzeli prirodno, povijesno i narodno pravo Hrvata u Bosni i Hercegovini na sjedinjenje s Banskom Hrvatskom i ostalim hrvatskim zemljama. To se vidi i po nizu članaka političke naravi, to je očito i pojezičnim rješenjima, a i po drugim značajkama koje oni pokazuju. Doduše, ideja hrvatskoga narodnog preporoda i ovdje se pojavljuje kao poticaj. Priznate su mnoge tečevine ilirskog pokreta, nacionalno buđenje, narodno stvaralaštvo, kao i aktualno književno stvaralaštvo, ali se ne prihvaća političko južnoslavenstvo jer se ono pokazuje kao zabluda i samonijekanje s obzirom na vrijeme i prostor u kojem živi hrvatski narod u Bosni i Hercegovini.
Nakon pobjede Narodne stranke nad talijanašima u Dalmaciji ideje hrvatskog narodnog preporoda prodiru preko novina, knjiga i uspostavom trgovačkih veza između Dalmacije i Hercegovine i Bosne, posebno nakon izgradnje željezničke pruge dolinom Neretve. Na proslave u Bosni i Hercegovini dolaze brojna društva iz Dalmacije i Banske Hrvatske, a na svečanostima u hrvatskim zemljama gosti su Hrvati Bosne i Hercegovine iako je vlast željela uspostaviti karantenu na granici Hercegovine i Dalmacije.
U preporodnom pokretu Hrvata u Bosni i Hercegovini veliku ulogu imali su franjevci. Oni su jedini imali utjecaj na hrvatske seljake koji su činili veliku većinu hrvatskog naroda u Bosni i Hercegovini. Franjevci ističu da nisu pripadnici nijedne stranke iako su im bliske ideje Stranke prava, a krajem 19. stoljeća deklariraju se kao pripadnici Stranke prava. Stalno ističu da su oni najprije Hrvati pa tek onda katolici. Dolaze u sukob s vlasti jer ona širi katoličku svijest u narodu i u tome ima oslonac u redovitoj katoličkoj hijerarhiji na čelu s nadbiskupom Stadlerom. Najpoznatiji preporoditelji bili su franjevci: Anđeo Kraljević, Radoslav Glavaš, Anđeo Nuić, Nikola Šimović, Augustin Zubac, Petar Bakula i Franjo Miličević koji su se dokazali kao graditelji, učitelji, dušobrižnici, ali i kao pisci prvih udžbenika, priručnika i kalendara, novina i samostalnih književnih ostvarenja. Mostar je u tom razdoblju postao kulturno, gospodarsko, prosvjetno i političko središte Hrvata u BiH.

## Završna faza preporoda
Središte hrvatske politike prelazi iz ruku hercegovačkih franjevaca i Mostara u Sarajevo, u kojem je bila smještena većina hrvatske inteligencije, trgovaca i obrtnika. Narodni preporod ulazi u najšire strukture hrvatskog društva i time je postignut cilj preporoditelja. Osnivanje škola, čitaonica i raznih društava te borba za napredak na kulturnome, prosvjetnom i gospodarskom polju uvjet je i za politički napredak Hrvata u Bosni i Hercegovini.
Kao rezultat snažne potrebe za osnivanjem društva koje bi pomagalo i financiralo obrazovanje hrvatske mladeži, nastala su dva društva kojima je poticanje obrazovanja bio osnovni cilj. Prvo je osnovano 14. rujna 1902. godine u Mostaru pod nazivom "Hrvatsko potporno društvo za siromašne đake i naučnike", a drugo 11. studenog iste godine u Sarajevu pod nazivom "Hrvatsko društvo za namještanje djece na zanate i u trgovinu". Prvi predsjednik u Mostaru je bio fra Radoslav Glavaš, a u Sarajevu privremeno Tugomir Alaupović. Godine 1904. sarajevsko društvo u naziv dodaje riječ "Napredak". Mostarsko i sarajevsko društvo ujedinjuju se 1907. godine, a pod nazivom "Hrvatsko prosvjetno i kulturno društvo Napredak" djeluju od 1914. godine.
Dolaskom Josipa Stadlera za vrhbosanskog nadbiskupa pokrenute su novine "Vrhbosna" i "Hrvatski dnevnik". Nadbiskup je podupirao rad brojnih dobrotvornih institucija, među kojima i sirotišta, te izgradio biskupijski dvor i katedralu u Sarajevu. U Bosni i Hercegovini dolazi do sukoba zbog župa jer se one žele oduzeti franjevcima koji imaju potporu naroda, a Monarhija je na strani nadbiskupa Stadlera i redovne katoličke hijerarhije. Monarhija želi stvoriti posebnu naciju Bošnjake da bi lakše upravljala Bosnom i Hercegovinom te na razne načine ometa širenje hrvatske narodne svijesti.
Hrvatima još uvijek nije bilo dopušteno osnivanje političkih stranaka pod hrvatskim imenom. Tek je 1907. godine osnovana Hrvatska narodna zajednica (HNZ), koja je dobila dopuštenje djelovanja samo na gospodarskome i prosvjetnom planu. U danima pred aneksiju Bosne i Hercegovine 1908. godine Hrvatska narodna zajednica preuzima političku ulogu. Na njezinu se čelu u to vrijeme nalazio ugledni hrvatski političar i gospodarstvenik Nikola Mandić, koji je unatoč aneksiji odbacio ideju sjedinjenja Bosne i Hercegovine s Austro-Ugarskom. Politički program Hrvatske narodne zajednice uvelike se podudarao s politikom Hrvatsko-srpske koalicije u Banskoj Hrvatskoj.
Nadbiskup Stadler i njegovi istomišljenici s takvom se politikom nisu slagali, pa su 1908. godine osnovali Hrvatsku katoličku udrugu, kojoj je pristupio i dio članstva Hrvatske narodne zajednice. Nova je stranka, za razliku od Hrvatske narodne zajednice, smatrala da sva politička udruženja u BiH trebaju održavati vjersku i nacionalnu podjelu stanovništva. Prema toj su ideji članovi organizacija bosanskohercegovačkih Hrvata mogli biti samo katolički Hrvati. 
Odnosi između dvije stranke bili su vrlo zaoštreni. Dok je redovno svećenstvo podržavalo Stadlerovu stranku, franjevci su bili skloniji Hrvatskoj narodnoj zajednici. Godine 1911. poseban papinski izaslanik posredovao je u sporu između dvije stranke i uspio ih izmiriti. Hrvatska narodna zajednica je imala povjerenje velike većine hrvatskog naroda tako da Stadlerov pokušaj da preko Hrvatske katoličke udruge preuzme vodstvo nije uspio. Uključivanje inteligencije, svećenstva, trgovaca, obrtnika, građana i seljaka u preporodna gibanja značilo je ostvarenje preporodne ideje u Hrvata na tlu Bosne i Hercegovine.

## Srodni članci
| - Hrvati Bosne i Hercegovine - Kultura Hrvata Bosne i Hercegovine | - Hrvatska književnost u Bosni i Hercegovini - Hrvatski narodni preporod |

## Unutarnje poveznice
| - Franjevačka provincija Bosna Srebrena - Hrvatsko kulturno društvo Napredak | - Bosanskohercegovački Hrvati u Austro-Ugarskoj - Bosna i Hercegovina u Austro-Ugarskoj |